# Belle et Sébastien 3 : Le Dernier Chapitre
Pour les articles homonymes, voir Belle et Sébastien.
Série
Belle et Sébastien : L'aventure continue
(2015) Belle et Sébastien : Nouvelle Génération
(2022)
Pour plus de détails, voir Fiche technique et Distribution.
Belle et Sébastien 3 : Le Dernier Chapitre est un film français réalisé par Clovis Cornillac, sorti en 2017.
Il s'agit du troisième et dernier volet de la série de films Belle et Sébastien commencée en 2013 par Belle et Sébastien de Nicolas Vanier et poursuivie en 2015 par Belle et Sébastien : L'aventure continue de Christian Duguay.

## Synopsis
Deux ans ont passé. Sébastien a douze ans. Belle est désormais mère de trois « adorables » chiots. Pierre et Angelina vont se marier et rêvent d'une autre vie, ailleurs au Canada. L'enfant refuse de quitter César, le chalet et la montagne qu'il aime tant. Lorsque Joseph, l'ancien maître de Belle, vient pour récupérer la chienne qu'il estime lui appartenir, Sébastien va tout tenter pour protéger Belle et ses chiots.

## Fiche technique
- Titre original : Belle et Sébastien 3 : Le Dernier Chapitre
- Réalisation : Clovis Cornillac
- Scénario, adaptation et dialogues : Fabien Suarez et Juliette Sales, d'après l'œuvre de Cécile Aubry
- Musique : Armand Amar
- Décors : Sébastian Birchler
- Costumes : Adélaïde Gosselin
- Photographie : Thierry Pouget
- Son : Damien Lazzerini, Cyril Holtz, Maria Carolina Santana Caraballo-Gramcko
- Montage : Jean-François Elie
- Production : Sidonie Dumas, Gilles Legrand, Frédéric Brillion, Clément Miserez et Matthieu Warter
- Sociétés de production[4] : Radar Films, Gaumont, M6 Films, Auvergne-Rhône-Alpes Cinéma et Épithète Films
- Sociétés de distribution[5] : Gaumont Distribution (France) ; Belga Films (Belgique) ; Les Films Séville (Québec) ; Pathé Films AG (Suisse romande)
- Budget : 12,4 millions d'euros[6]
- Pays de production :  France
- Langue originale : français
- Format[7] : couleur (ACES) — 2,39:1 (CinemaScope)
- Genre : aventures
- Durée : 91 minutes
- Dates de sortie[8] :
  - France : 21 octobre 2017 (première au Festival Lumière, à Lyon)[1] ; 7 février 2018 (Auvergne-Rhône-Alpes)[9] ; 14 février 2018 (sortie nationale)
  - Belgique : 7 février 2018[10]
  - Suisse romande : 14 février 2018[11]
  - Québec : 25 janvier 2019[12]
- Classification[13] :
  - France : tous publics (conseillé à partir de 10 ans)[14],[15]
  - Belgique : tous publics (Alle Leeftijden)[10]
  - Suisse romande : interdit aux moins de 6 ans[16],[17]
  - Québec : tous publics (G - General Rating)[12]

## Distribution
- Félix Bossuet : Sébastien, maître de Belle
- Tchéky Karyo : César, berger, grand-père de Sébastien
- Clovis Cornillac : Joseph, ancien propriétaire de Belle
- Thierry Neuvic : Pierre Marceau, aviateur, père de Sébastien
- Margaux Chatelier : Angelina, nièce de César et épouse de Pierre
- André Penvern : Urbain, maire de Saint-Martin
- Anne Benoît : Madeleine, veuve, maître de la mère de Belle
- Lilou Fogli : Lisa
- Naëlle Thomas : Marie
- Octave Bossuet : Hector
- Olivier Bouana : le maître d'école

## Production
Le 12 octobre 2016, Clovis Cornillac annonce qu'il réalisera un troisième film. Il incarnera également le rôle du méchant du film.
Le tournage débute le 16 janvier 2017 dans le Briançonnais jusqu'à fin février. Il se déplace ensuite dans la communauté de communes Haute Maurienne Vanoise et dans le Jura jusqu'en avril.

## Accueil

### Box-office
| Pays ou région | Box-office        | Date d'arrêt du box-office | Nombre de semaines |
| -------------- | ----------------- | -------------------------- | ------------------ |
| France         | 1 680 132 entrées |                            |                    |
| Italie         | 564 671 entrées   |                            |                    |
| Monde          | 17 307 092 USD$   |                            |                    |

## Distinctions
Entre 2017 et 2018, Belle et Sébastien 3 : Le Dernier Chapitre a été sélectionné 3 fois dans diverses catégories et n'a remporté aucune récompense,.

### Nomination
- Festival international du film de Seattle 2018 : meilleur film pour Clovis Cornillac.

### Sélections
- Festival Lumière 2017 : première mondiale.
- Festival du film de Sarlat 2017 : film de clôture.
- Le Festival du Film d'Aujourd'hui 2017 : avant-premières.

## Autour du film
- André Penvern succède à Urbain Cancelier qui jouait le rôle du maire du village de Saint-Martin dans les deux premiers films, auprès duquel vivent les personnages. Cependant le prénom du personnage est donné en référence au précédent interprète, on apprend qu'il s'appelle Urbain.